# Enceinte de Charles V

Les limites de Paris du IVe siècle à 2015.
Enceinte gallo-romaine
Enceinte carolingienne
Enceinte de Philippe Auguste
Enceinte de Charles V
Enceinte de Louis XIII
Mur des Fermiers généraux
Enceinte de Thiers
Aujourd'hui

L'enceinte de Charles V, construite de 1356 à 1383, est une des sept grandes enceintes ayant chronologiquement entouré Paris. Elle remplace sur la rive droite celle de Philippe Auguste. Sa partie occidentale, devenue inutile après la construction de l'enceinte de Louis XIII, est démolie vers 1640. Sa partie orientale, renforcée par la création de bastions au milieu du XVIe siècle, est détruite à partir de 1670, laissant la place aux Grands Boulevards. Ce rempart dont il demeure  peu de vestiges a laissé une forte empreinte sur le plan de la ville.

## Historique

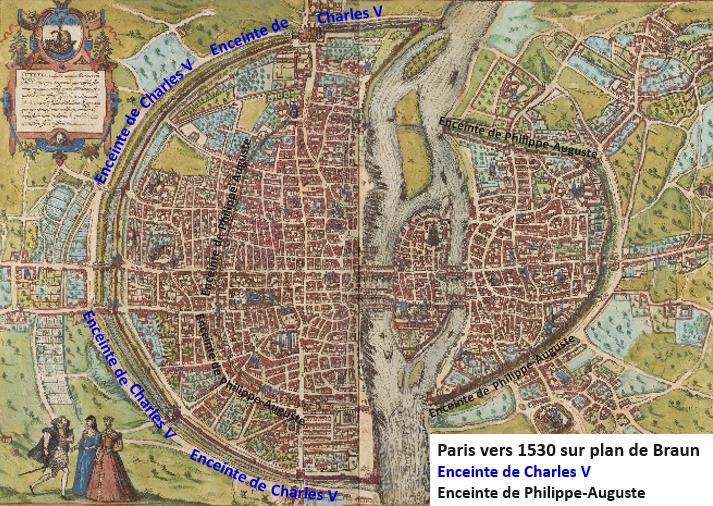
Enceintes de Philippe-Auguste et de Charles V vers 1530 sur le plan de Braun.

### Enceinte de Philippe Auguste
L'enceinte de Philippe Auguste, créée au début du XIIIe siècle, contenait, sur ses 253 hectares, des terres labourables ou plantées de vignes permettant à la population de résister à un éventuel siège. Mais au fil des années, ces champs avaient été remplacés par des maisons et les cultures avaient été repoussées en dehors des murs de la ville. Plusieurs faubourgs se développaient rapidement, en particulier celui de Saint-Honoré, à l'ouest. La population sans cesse croissante ne pouvait plus être contenue dans la ville. En outre, avec la guerre de Cent Ans, il devenait nécessaire de construire une nouvelle enceinte afin de protéger la capitale du royaume de France.

### Un rempart de terre fortifié
À la suite du désastre de la bataille de Poitiers en 1356, Étienne Marcel, prévôt des marchands, fait édifier de 1356 à 1358 un premier rempart de terre et un fossé (les fouilles au Carrousel en 1990 ont retrouvé un fossé de 12,70 m de large sur 4 de profondeur), englobant plusieurs faubourgs construits au XIIIe siècle au-delà de la muraille de Philippe Auguste après la création de ce rempart, notamment la Ville-Neuve du Temple et le bourg Saint-Martin et aussi des espaces encore agricoles au nord-est. Seule la rive droite est concernée par cet agrandissement, les faubourgs qui s'étaient formés sur la rive gauche ayant moins d'extension. L'amélioration de la fortification au sud de la ville se limite à la création d'un fossé extérieur à l'enceinte de Philippe-Auguste d'une profondeur de 5 mètres et d'une largeur de 12 mètres et au renforcement du mur par les terres rapportées de ce creusement.

## Tracé

Tracé de l'enceinte de Charles V.

Partant en aval de la Seine à partir de la tour du bois située près du pont du Carrousel, l'enceinte remontait en longeant l'ouest de la place du Carrousel vers la rue Saint-Honoré au niveau de l'actuel Palais-Royal, puis par la place des Victoires et la rue d'Aboukir tracée sur l'emplacement du rempart et du grand fossé (la rue Sainte-Foy reprend le tracé du chemin de ronde, la rue de Cléry le chemin de l'autre côté des fossés) jusqu'à la porte Saint-Denis. Elle longeait ensuite les Grands Boulevards d'aujourd'hui (de Bonne-Nouvelle, Saint-Martin, du Temple, des Filles-du-Calvaire, Beaumarchais) puis revenait par le boulevard Bourdon jusqu'à la tour de Billy qui se trouvait au bord de la Seine en amont.

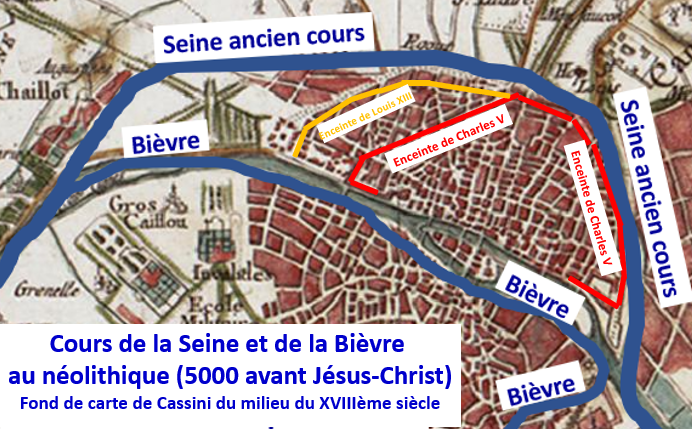
Cours préhistoriques de la Seine, de la Bièvre. Fond de carte Cassini du milieu du XVIII.

Dans sa partie est, de la tour de Billy (emplacement de l'angle des actuels boulevards Morland et Bourdon) à la porte du Temple (emplacement de l'actuelle place de la République), le rempart suivait  le cours préhistorique de la Seine capté par la Bièvre  à l'époque du néolithique. La fortification s'en écartait faiblement de la porte du Temple à la porte Saint-Denis et ne s'en éloignait qu'à partir de cette porte jusqu'à la tour du Bois (emplacement du Carrousel du Louvre), laissant hors les murs la moitié ouest du territoire du méandre fossile, non urbanisé à l'époque de la construction du rempart. Le fossé de l'enceinte a contribué à assainir le marécage qui s'étendait aux alentours sur les parties des 3e, 4e, 10e, 11e et 12e arrondissements, permettant sa mise en culture avant l'urbanisation de ces quartiers du XVIe siècle au début du XIXe siècle.
Le relief subsistant à l'écrêtement de la levée du rempart lors de sa démolition en 1670 pour l'aménagement des grands boulevards constitue également une protection contre les inondations. Les quartiers des 3e et 4e arrondissements ont ainsi été épargnés lors de la crue de la Seine de 1910.

### Murs de fortifications au bord de la Seine
L'enceinte était complétée par deux murs de fortifications ou « grands murs nouvellement faits selon la rivière » construits vers 1370 le long de la Seine.
- En amont, au bord des bras du fleuve séparant la rive de l'Île Louviers et de l'Île Notre-Dame (actuelle île Saint-Louis), le mur s'étendait de la tour de Billy à la tour Barbeau qui était le point terminal de l'enceinte de Philippe-Auguste en rive droite amont. Ce mur était percé d'une porte à mi-distance, la porte des Célestins. La tour de Billy est détruite par une explosion en 1536. Cette fortification est détruite au début du XVIIe siècle pour laisser place au « Mail », promenade en contrebas de l'Arsenal. Des portions de ce mur ont été découvertes lors des travaux de la ligne 7 du métro et un fragment a été mis au jour en 2019 près de l'entrée de la bibliothèque de l'Arsenal à l'angle des boulevards Morland et Henri IV.

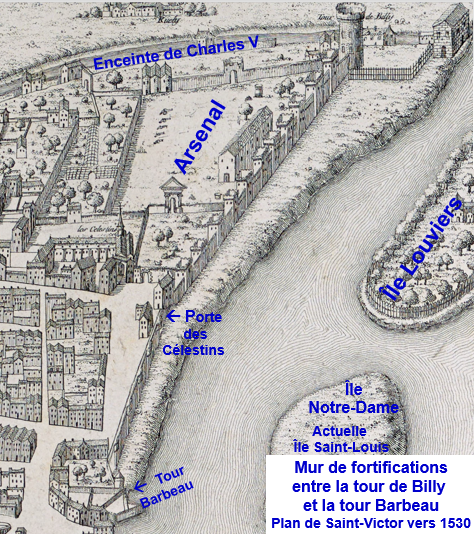
Mur de fortification vers 1530 de la tour de Billy à la tour Barbeau sur plan de Saint-Victor.
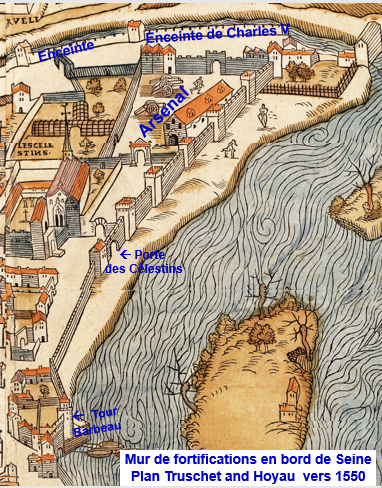
Mur de fortification en bord de Seine jusqu’à la tour Barbeau sur plan Truchet et Hoyaux  vers 1550 (la tour de Billy a disparu).

- En aval, le mur s'étendait de la tour du Bois à la tour du Coin, point d'arrivée de l'enceinte de Philippe-Auguste sur la rive de la Seine. La «porte Neuve» ou porte de la Conférence est ouverte en 1536 à côté de la tour du Bois. Ce mur est détruit lors de la construction de 1594 à 1610 de la galerie au bord de l'eau reliant le Palais du Louvre au palais des Tuileries laissant subsister la tour du Coin jusqu'à sa démolition en 1660[6]

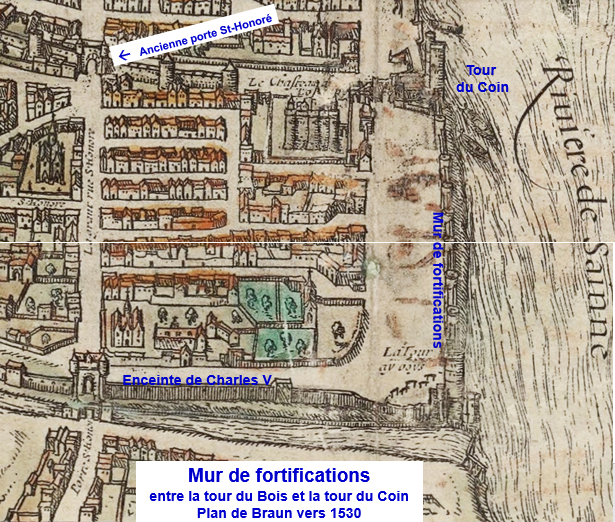
Mur de fortifications de la tour du Bois à la tour du Coin sur plan Braun vers 1530 avant l'ouverture de la Porte Neuve.
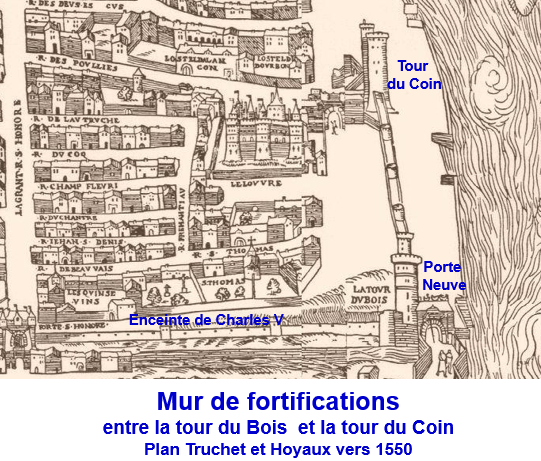
Mur de fortification de la tour du Bois à la tour du Coin sur le plan Truchet et Hoyaux vers 1550 : la porte Neuve ou porte de la Conférence ouverte en 1536 est représentée.

### Quartiers
La nouvelle fortification est construite  à l'ouest au-delà du Louvre, qui perd ainsi sa fonction de forteresse de défense. Charles V, qui avait fui le Palais de la Cité pour ses hôtels du Marais après l'émeute conduite par Étienne Marcel, convertit l'édifice en résidence, sans toutefois en changer les dimensions. Il y installe en particulier sa bibliothèque de 973 livres.
À l'est, la nouvelle demeure du Roi, l'Hôtel Saint-Pol, est mal protégée. Charles V décide l'édification du chastel Saint-Antoine, que les Parisiens appelleront la Bastide Saint-Antoine, puis la Bastille. En 1370, le prévôt Hugues Aubriot pose la première pierre de l'édifice qui sera terminé en 1382.
L'enceinte englobe d'anciens faubourgs : Saint-Paul, le Temple, Sainte-Marguerite, Saint-Martin-des-Champs, les Filles-Dieu, Saint-Sauveur, Saint-Honoré et les Quinze-Vingts. La ville s'étend alors sur 440 hectares et accueille plus de 200 000 habitants. Un acte de Charles VI, qui poursuivra l'œuvre de son père à partir de 1380, confirme le propos : « Tant comme nostre bonne ville de Paris sera mieux peuplée et habitée de plus de gens la renommée d'icelle sera plus grande, laquelle renommée augmentera notre gloire ».
Après l'édification de l'enceinte, la ville de Paris fut divisée en seize quartiers, chacun ayant à sa tête un quartenier, équivalent à la fois de nos actuels maire et commissaire de police, et dont le rôle eut une grande importance dans l'administration de la ville. Ils participaient à l'élection du prévôt des marchands et étaient assistés de dizainiers et de cinquanteniers. Ce sont les Seize qui dressèrent la ville contre le roi Henri IV au nom de la Ligue lors de la Journée des barricades de 1588.

#### Cité
- Quartier de la Cité

#### Rive droite
- Faubourg Saint-Antoine, quartier Saint-Gervais, quartier Sainte-Avoye, quartier Sainte-Opportune, Saint-Honoré, Saint-Germain l'Auxerrois, Saint-Eustache, Saint-Denis, Saint-Martin, Les Halles, La Verrerie, Saint Jacques de la Boucherie, Saint-Jean de Grève.

#### Rive gauche
- Maubert, Saint-André-des-Arts.

## Renforcements de l'enceinte
La première fortification hâtivement établie de 1356 à 1358 était composée d'une levée de terre et d'un fossé, probablement renforcée par des palissades à proximité des portes provisoires, à l'exception de la porte Saint-Antoine construite en maçonnerie à l'origine. Pour la protéger des tirs d'artillerie, le Roi Charles V demande dès 1364  de construire sur le sommet de la levée de terre un mur crénelé reliant des tours et un grand et profond fossé alimenté par l'eau de la Seine. Le prévôt de Paris Hugues Aubriot entreprit ces travaux qui ne seront achevés qu'en 1420, sous Charles VI.
La fortification ainsi établie s'étend sur une largeur de 90 m, avec de la Ville vers la campagne d'abord un chemin de ronde, puis un rempart de terre de 25 m de large couronné d'une muraille - 4 m de haut pour 2 m de large -, un fossé en eau, une autre levée de terre de 20 m de large, « dos-d'âne » et un autre fossé sec plus étroit.
Le mur était surmonté de maisons de guetteurs espacées d'une ou deux centaines de mètres louées à des particuliers.
L'enceinte est remaniée de 1513 à 1532, par réunion du double fossé en un seul plus important atteignant 30 m de large pour 7 m de profondeur conforté de murs d'escarpe. L'enceinte ainsi modifiée est ponctuée de plates-formes d'artillerie et longée par un chemin de contrescarpe (extérieur).
Dans les années 1553-1560, la partie entre la Seine et la Bastille  est réaménagée avec construction d'une courtine, incorporant peut-être l'ancienne muraille, creusement d'un large fossé où est établi actuellement bassin de l'Arsenal et aménagement de quatre bastions, « de l'Arsenal » ou « de la Tour de Billy » au bord de la Seine, « du Moineau », « de la pointe de la Bastille » et « de la Porte Saint-Antoine ».
Vers 1610-1616, la partie nord et nord-est entre la porte Saint-Denis et le bastion de la porte Saint-Antoine est également améliorée avec aménagements de bastions à la place de buttes de gravois, démolition du mur et des maisons surmontant la levée et déplacement du fossé pour contourner les bastions par un tracé en zigzags bordé par un chemin de contrescarpe extérieur. Ces travaux sont entrepris en 1558-1560, abandonnés puis repris au début du XVIIe siècle. Lorsque la démolition de l'enceinte est décidée en 1670, ils n'étaient pas terminés : les bastions de Bonne Nouvelle, Saint-Martin et du Temple n'étaient pas maçonnés (contrairement à ce que représentent les plans figuratifs de l'époque qui anticipent les projets) et la courtine n'était pas construite au nord.

L'enceinte près du Temple vers 1530 et en 1620 après bastionnage
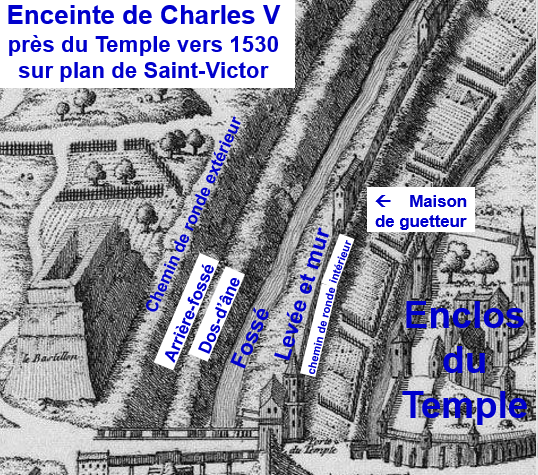
Enceinte de Charles V près du Temple vers 1530 sur le plan de Saint-Victor.
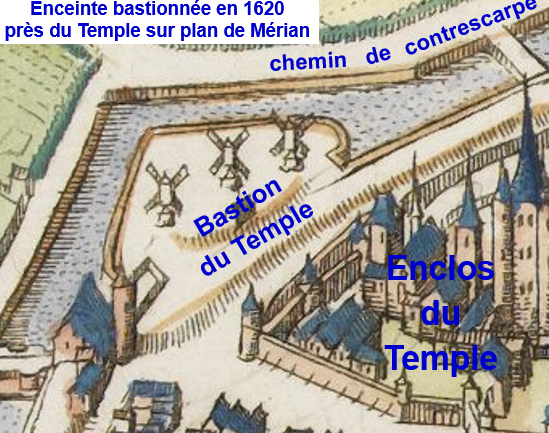
Enceinte de Charles V en 1620 près du bastion du Temple en 1620 (probablement non maçonné contrairement à ce que représente le plan).

L'enceinte près de la porte Saint-Antoine vers 1530 et en 1620 après bastionnage
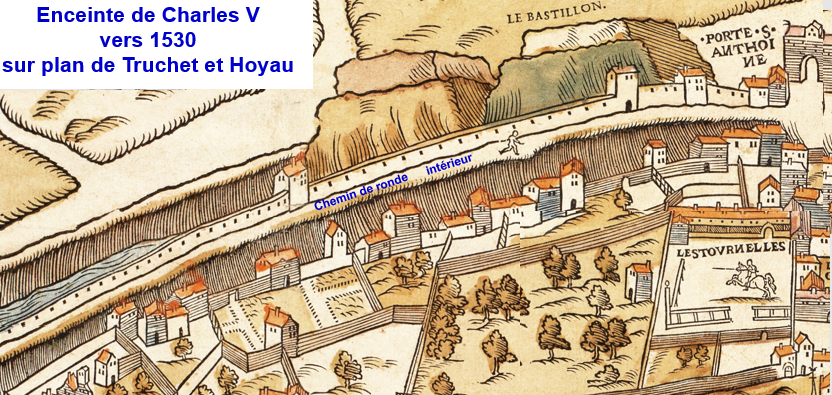
Enceinte de Charles V près de la porte Saint-Antoine sur le plan Truschet et Hoyau.
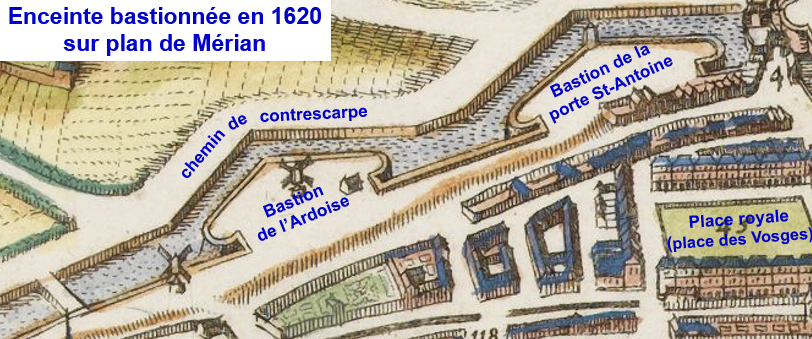
Enceinte bastionnée près de la porte Saint-Antoine en 1620 sur le plan Mérian.

## Portes
L'enceinte ne comprend à l'origine que six portes contre dix-sept ouvertes dans celle de Philippe-Auguste sur la rive droite .
- Porte Saint-Honoré (sur la rue Saint-Honoré, à l'emplacement de la place André-Malraux), unique entrée ouest avant l'ouverture de la porte Neuve en 1536.
- Porte Montmartre (au croisement de la rue Montmartre avec la rue d'Aboukir)
- Porte Saint-Denis (au croisement de la rue Saint-Denis avec la rue Blondel)
- Porte Saint-Martin (au croisement de la rue Saint-Martin avec la rue Blondel)
- Porte du Temple (au débouché de la rue du Temple sur la place de la République)
- Porte Saint-Antoine (au débouché de la rue de la Bastille sur la place de la Bastille)

Les portes de l'enceinte de Charles V sur le plan de Truschet et Hoyau (1550)
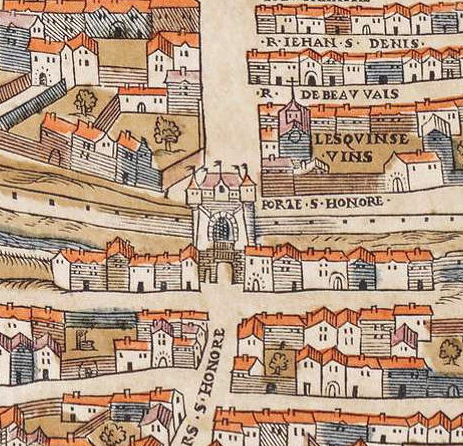
Porte Saint-Honoré.
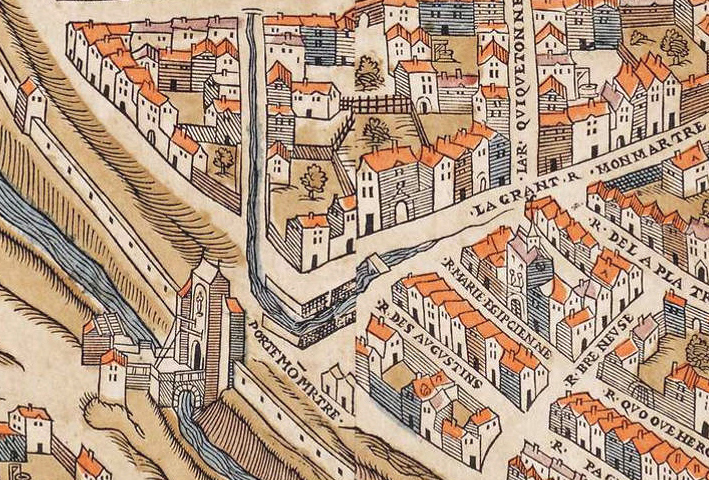
Porte Montmartre.
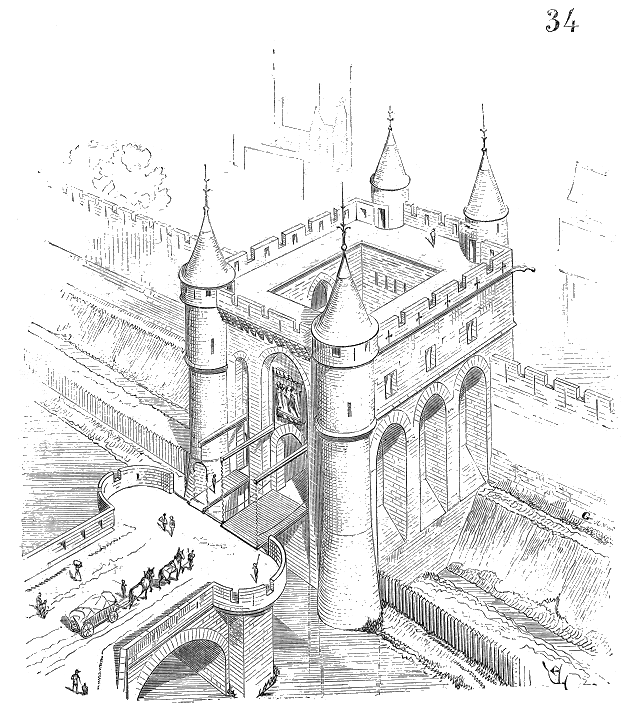
Porte Saint-Denis dessin d'Eugène Viollet-le-Duc.
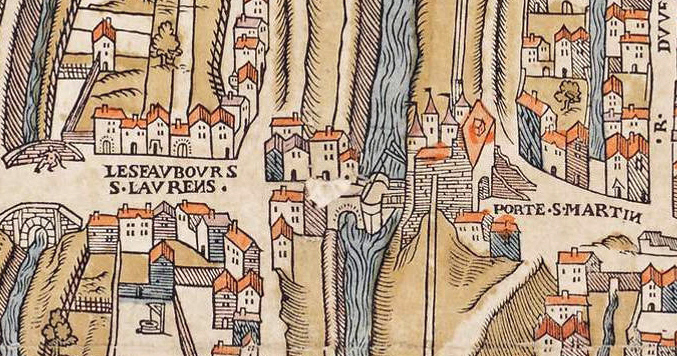
Porte Saint-Martin.
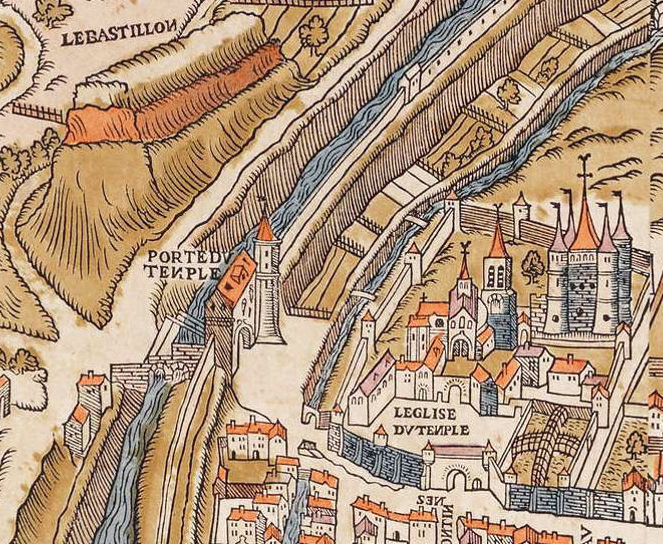
Porte du Temple.
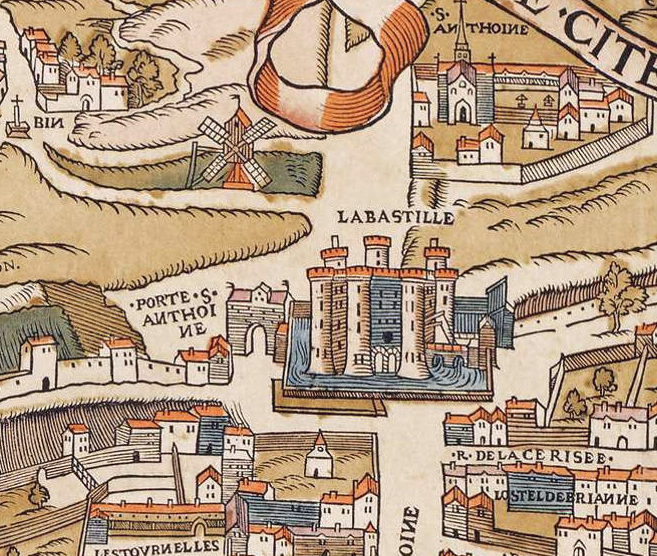
Porte Saint-Antoine.

Trois autres portes sont ensuite percées.
- La Porte des Célestins à mi-distance entre la tour de Billy et la tour Barbeau dans le mur de fortifications du bord de Seine construit vers 1370. Cette porte donnait accès au port des Célestins.
- La Porte Neuve ou Porte de la Conférence ouverte en 1536 en bord de Seine à côté de la tour du Bois.
- La Porte Saint-Louis, ou Poterne du Pont-aux-Choux ouverte vers 1610 à mi-distance entre la porte Saint-Antoine et la porte du Temple  pour être l'entrée de la place de France, grand projet d'urbanisme lancé à la fin du règne d'Henri IV et abandonné à la mort du roi. La porte est reconstruite probablement vers 1635 et modifiée par Blondel vers 1674. Elle était située dans le prolongement de la rue Saint-Louis (actuelle rue de Turenne) créée à cette époque sur la couverture d'un tronçon d'égout. Cette porte était prolongée par un pont appelé Pont-aux-Choux enjambant le fossé de l'enceinte à l'emplacement de l'actuelle rue du Pont-aux-Choux[11].

Porte Saint-Louis sur plan Janssonius (vers 1640)
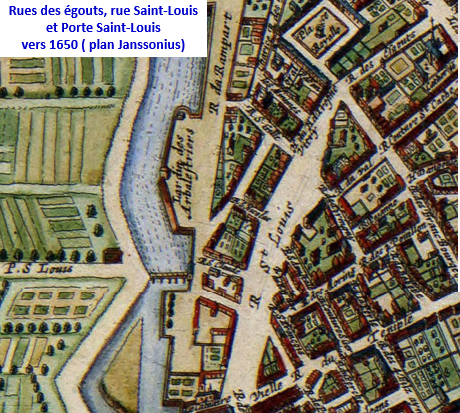
Porte Saint-Louis sur le plan Janssonius (vers 1640).

## Bastions
Deux siècles après sa construction, la fortification était devenue insuffisante au début du XVIe siècle en raison des progrès de l’artillerie. De plus, les détritus commençaient à remblayer le rempart et le dominaient par endroits. C’est pourquoi il fut décidé de la renforcer par des bastions, également nommés « boulevards » ou « boulevarts » et d’abaisser la muraille pour la soustraire aux tirs. Les anciens fossés furent comblés et remplacés par de nouveaux plus éloignés contournant les bastions. Larges  de 40 à 50 mètres le long des courtines et de 25 à 30 mètres le long des bastions, ils étaient longés à l’extérieur par des chemins de contrescarpe. Huit bastions furent construits de 1556 à 1635 de la porte Saint-Denis à la Seine à la Tour Billy, la plupart sur des buttes d’anciens déblais des fossés augmentés d’immondices accumulés et six autres à la même période sur le rempart des Fossés jaunes.
Le bastion Saint-Martin à l’est de la porte Saint-Martin. Son contour extérieur est marqué par la rue René-Boulanger établie sur son chemin de contrescarpe. Le boulevard Saint-Martin tracé en tranchée à la fin du XVIIe siècle à travers ce bastion  fut encore abaissé en 1851. 
Le bastion du Temple était à l’emplacement compris entre les rues Béranger et Charlot, boulevard du Temple et place de la République. Le chemin de contrescarpe correspondait à l’extrémité nord de la rue Amelot (ancienne rue des Fossés du Temple) effacée par la place de la République. La forme de son contour extérieur explique le décrochement des façades des nos 48 au 52 du boulevard du Temple. Sa construction ne fut pas terminée.
Le bastion des Filles-du-Calvaires. Ce petit bastion était à l’emplacement du boulevard Beaumarchais entre la place Pasdeloup et le passage Saint-Pierre-Amelot.
Le bastion de l'Ardoise. Ce bastion maçonné de faible hauteur était situé à l’emplacement du  boulevard Beaumarchais au sud de la rue Saint-Claude, son chemin d’escarpe correspondant à la partie nord de la rue Saint-Sabin.
Le bastion de la porte Saint-Antoine  était le plus important et l’un des plus anciens aménagé à partir de 1554.
Le bastion de la pointe de la Bastille construit de 1553 à 1560 en avant de la Bastille pour assurer sa défense particulière. Il était situé sur une partie de la place de la Bastille, la colonne de Juillet étant approximativement en son centre.
Le bastion Le Moineau sur le quai du bassin des nos 21bis à 33 du boulevard Bourdon. Construit de 1553 à 1560, il disparut en 1820 lors de la construction du bassin de l’Arsenal. Il était destiné à couvrir le fond du fossé. Ce nom de moineau désigne un bastion à angle obtus destiné à protéger une longue courtine,.

## Démolition de l'enceinte

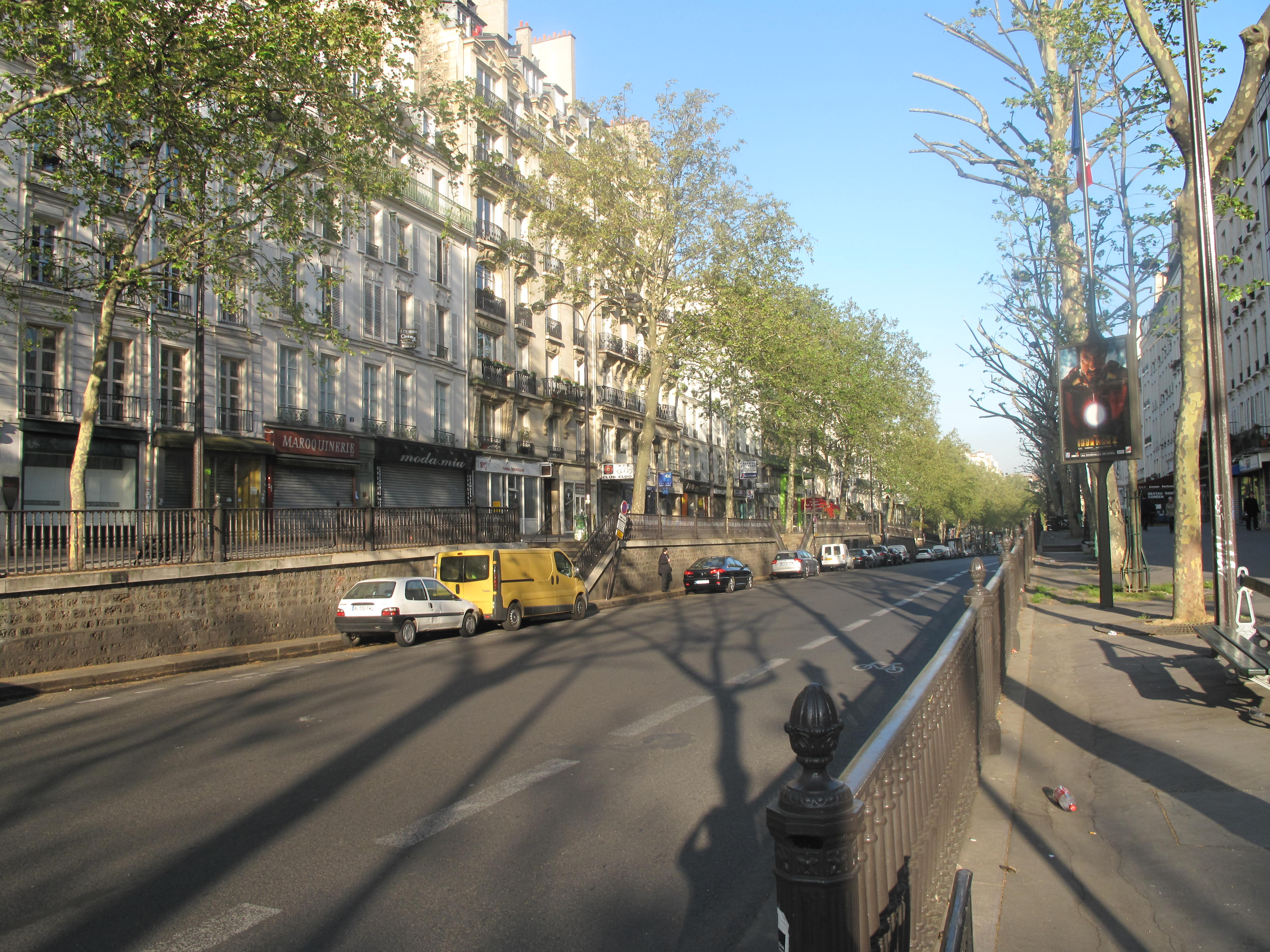
Boulevard Saint-Martin.

La construction de l'enceinte des Fossés Jaunes qui englobe les quartiers à l'ouest de  l'enceinte de Charles V de la Seine (Tour du Bois) à la porte Saint-Denis rend inutile cette partie du rempart.
Sa démolition débute en 1633 au nord de la porte Saint-Honoré pour la construction du Palais Cardinal de Richelieu et l'aménagement de son jardin, le futur Palais-Royal. La suppression se poursuit au cours des années suivantes de la rue La Vrillière à la porte Saint-Denis. En 1650, la partie ouest du rempart avait quasiment disparu à l'exception de la Tour du Bois et de la porte Neuve détruits vers 1660 ou 1670. La vente des terrains de l'enceinte, de ses fossés et chemins de ronde contribua au financement du nouveau rempart des Fossés Jaunes.
Sa partie est, de la porte Saint-Denis à la Seine, bastionnée au milieu du XVIe siècle, est supprimée à partir de 1670, sur ordre de Louis XIV avec l'rempart  à l'ouest  et remplacée par le « Cours », les grands boulevards actuels.

## Vestiges et empreinte urbaine
Contrairement à l'enceinte de Philippe-Auguste, il reste assez peu de vestiges de celle de Charles V mais cette fortification a laissé une forte empreinte sur la ville. Les boulevards qui prennent la place du rempart au nord et à l'est constituent dans un premier temps une séparation de  l'intérieur de la ville avec ses faubourgs qui s'estompe progressivement avec l'extension urbaine mais le tracé de l'enceinte reste la limite entre les 3e et 4e arrondissements d'une part, les 10e, 11e et 12e arrondissements d'autre part.

### Vestiges

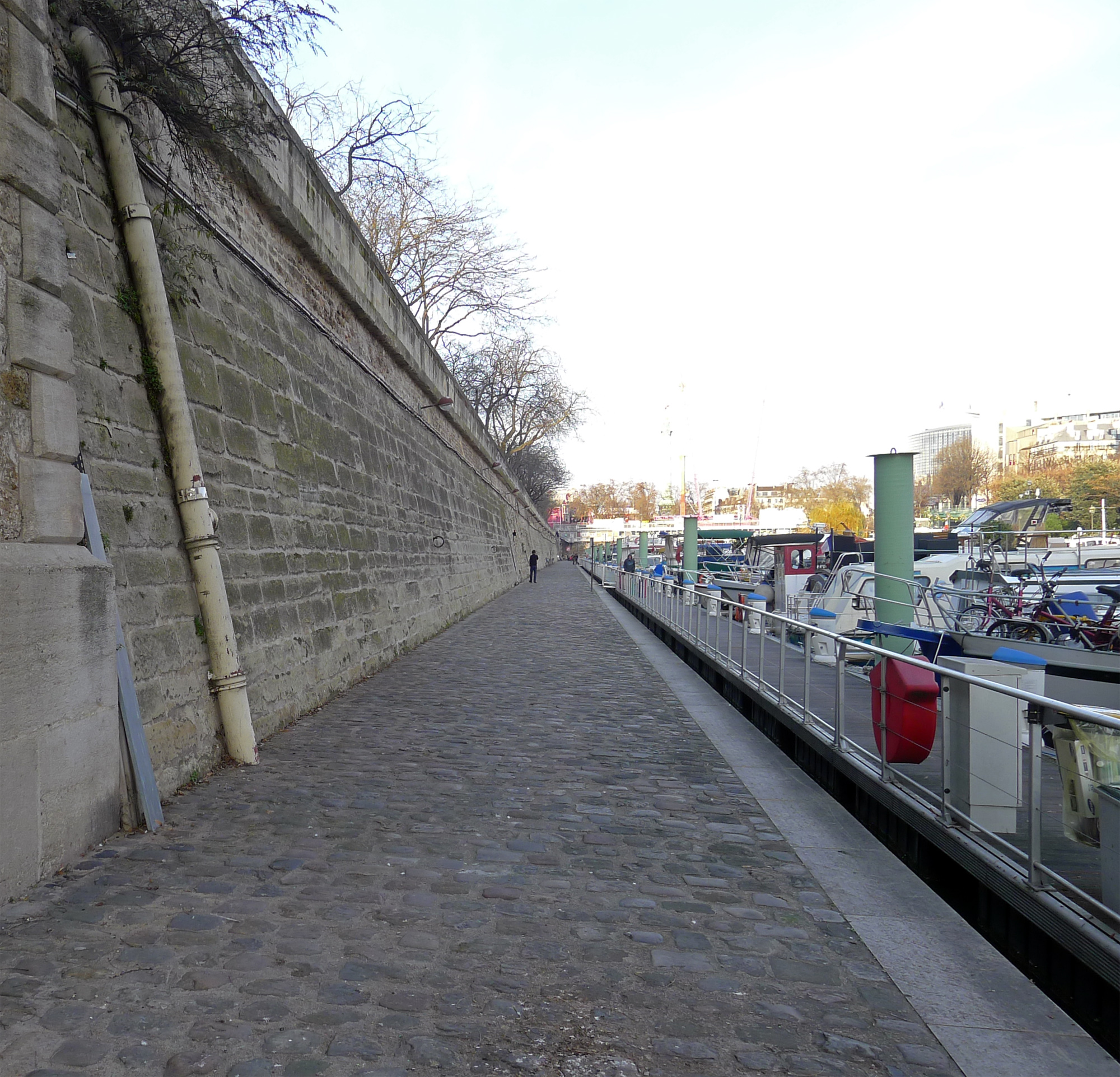
A gauche, l'ancienne courtine de l'enceinte de Charles V au bas du boulevard Bourdon et le long du port de l'Arsenal - Paris 4e.

Des fragments de l'enceinte sont mis au jour lors du percement du métro, au début du XXe siècle, notamment ceux de la ligne 5 autour de la Bastille et de la ligne 7 sous le quai des Célestins.
En 1991-1992, des fouilles archéologiques sont menées dans le cadre du projet du Grand Louvre. Les murs de l'enceinte de Paris au Carrousel du Louvre ont été conservés au sein du Carrousel du Louvre.
Lors de fouilles entreprises en 2015 sous la place du Père-Teilhard-de-Chardin (4e arrondissement de Paris) une partie de l'ancien mur de fortifications au bord de la Seine est mis au jour.
Le bas du mur de quai longeant le bassin de l'Arsenal du côté du boulevard Bourdon est la courtine de l'ancienne enceinte datant de son remaniement des années 1553-1560 où l'emplacement du bastion du Moineau est marqué par des pierres plus érodées.
En 2020, lors de travaux menés rue de Valois sous le bâtiment de la Banque de France, des vestiges de l'enceinte de Charles V sont exhumés. Une exposition extérieure temporaire est alors organisée par l'INRAP, à l'intersection de la rue des Petits-Champs et de la rue Radziwill.

### Empreinte sur le plan de la ville
Le tracé de l'ancienne fortification correspond à celui des voies actuelles, n'ayant été effacé que de l'avenue de l'Opéra à la rue La Vrillière par la construction du Palais-Royal et les travaux d'urbanisme environnants.
La rue de l'Échelle est l'ancien chemin de ronde extérieur, les rues du Mail et de Cléry et la rue d'Aboukir parallèle sont tracées sur les anciens chemins de ronde, l'emplacement de l'ancien mur étant un dos d'âne entre les immeubles mitoyens de ces rues. La rue du Nil, le passage du Caire et la rue Sainte-Foy, ancienne rue du rempart, sont à l'emplacement du pied du mur côté ville.
Les boulevards Saint-Denis, Saint-Martin, du Temple, des Filles-du-Calvaire, Beaumarchais et Bourdon correspondent à l'ancien rempart, la rue Amelot, ancienne rue des fossés du Temple, à ses fossés, les rues René Boulanger ancienne rue des Fossés Saint-Martin et Saint-Sabin ont été établies sur les chemins de contrescarpe des bastions, respectivement bastion Saint-Martin et bastion Saint-Antoine.

### Dénivellations
L'arasement partiel des fortifications par lequel la terre des levées et les matériaux du mur ont servi à combler les fossés, a laissé subsister des dénivellations visibles dans la topographie urbaine actuelle.
Le nivellement total de l'ensemble fortifié sur la parcelle du jardin du Palais Cardinal créé en 1633 par rapport à son environnement apparaît dans les escaliers des passages Potier, de Richelieu et de Beaujolais reliant la rue de Montpensier ouverte en 1780 sur le pourtour de ce jardin pour l'aménagement du Palais Royal, à la rue de Richelieu à l'extérieur de ce terrain, de même dans les passages du Perron et des Deux Pavillons reliant la rue de Beaujolais créée dans la même configuration, à la rue des Petits-Champs.
La pente de la rue Chénier, les treize marches du passage Sainte-Foy révèlent la levée de terre entre la rue de Cléry et la rue d'Aboukir, 
incomplètement aplanie, qui dominait le chemin de ronde intérieur.
Les escaliers des trottoirs entourant la chaussée du boulevard Saint-Martin résultent des creusements successifs de cette voie à travers le bastion Saint-Martin, le dernier datant de 1851. Après ces travaux, le boulevard reste cependant encore surélevé  par rapport à la rue René Boulanger ouverte sur l'ancien chemin de contrescarpe.
L'emplacement de la levée est marquée par le haut des marches du passage Vendôme. Le creusement du boulevard du Temple à travers le bastion du Temple est révélé par l'escalier de douze marches sur le trottoir entre la place de la République et le no 41 de ce boulevard.
La levée du rempart était située quelques mètres à l'ouest des boulevards du Temple, des Filles-du-Calvaire rejoignant le trottoir du boulevard Beaumarchais puis sa chaussée au niveau de la rue du Pas-de-la Mule. La dénivellation avec le chemin de ronde intérieur est révélée par les escaliers à l'intérieur des immeubles ou des cours d'immeubles des numéros impairs, notamment ceux mitoyens avec la rue des Arquebusiers, la rue des Tournelles, la rue et l'impasse Jean-Beausire et par la montée de la rue du Pas-de-la-Mule vers le boulevard.
Sur l'autre rive des boulevards (numéros pairs), la surélévation du bastion 10 de l'Ardoise par rapport au fossé  correspondant à la rue Amelot est encore plus visible par les escaliers de la rue Scarron, de la rue Marcel-Gromaire et de la rue Clotilde-de-Vaux.
.

Traces de dénivellations
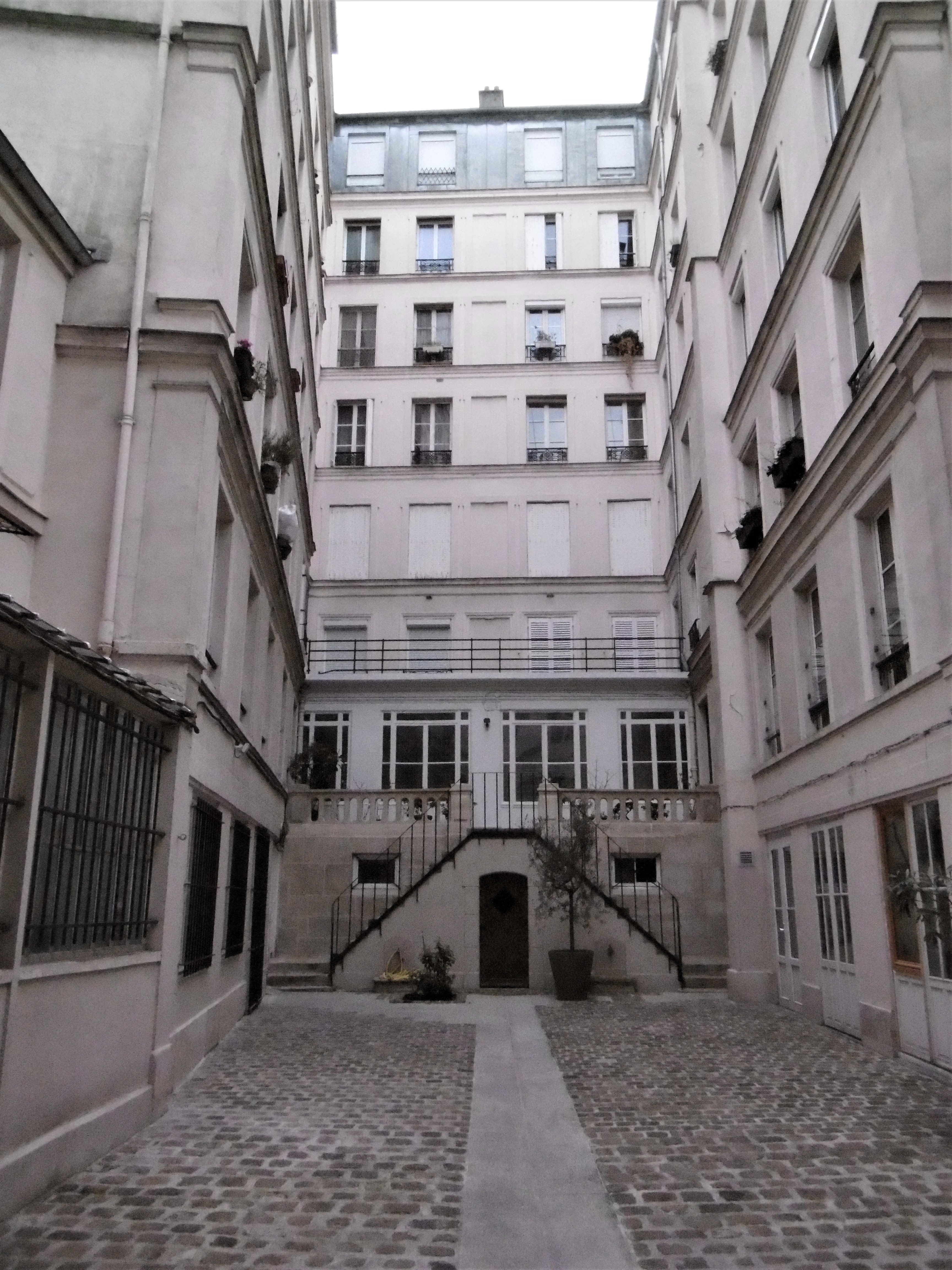
Escalier dans la cour du 6 de la rue des Arquebusiers.
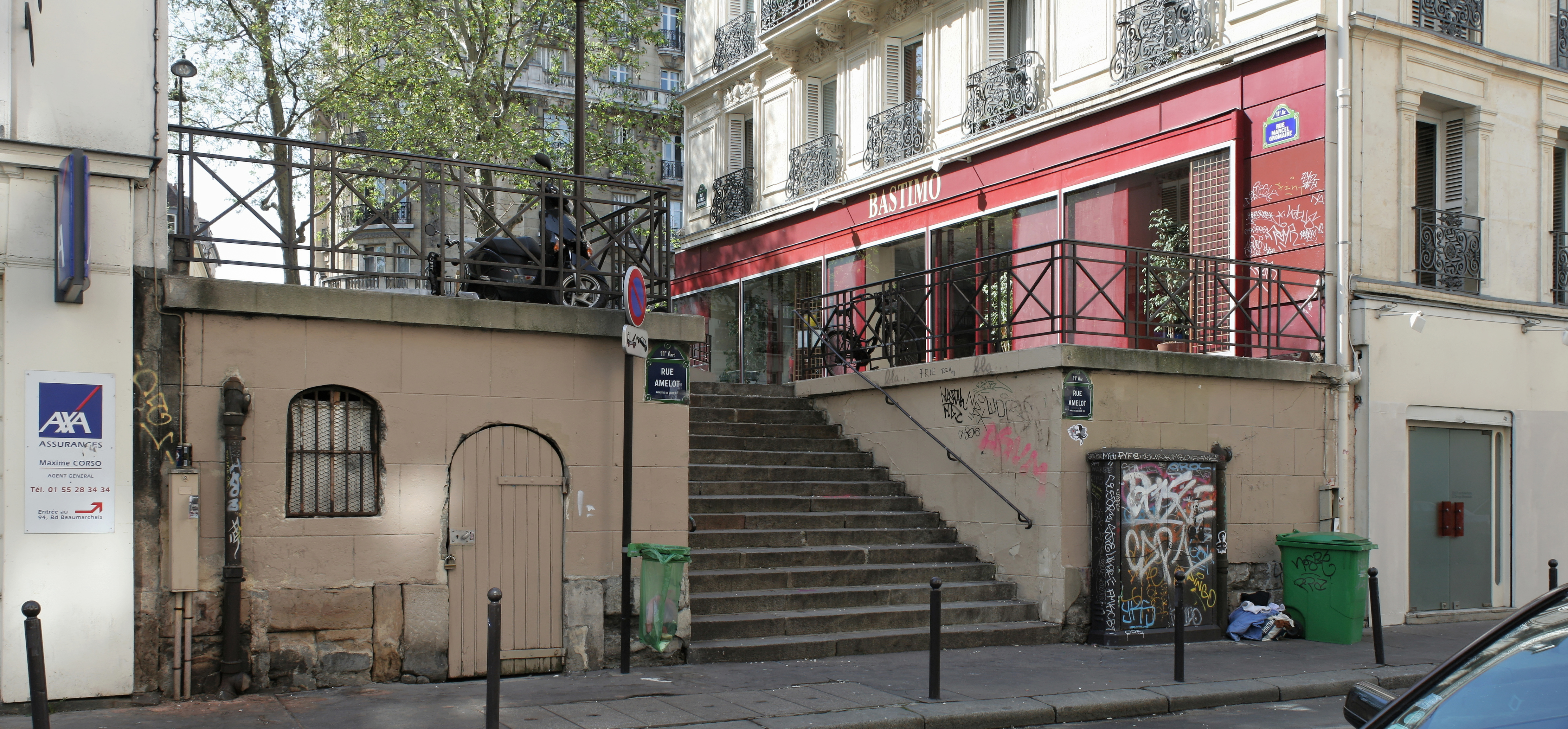
Escalier de la rue Marcel Gromaire entre la rue Amelot (ancien fossé) et le boulevard Beaumarchais.